# Дорожкин, Евгений Михайлович
Евгений Михайлович Дорожкин (род. 6 апреля 1958) — советский и российский учёный, педагог, кандидат сельскохозяйственных наук, доктор педагогических наук, профессор, ректор Российского государственного профессионально-педагогического университета (РГППУ) (с 22 марта 2013 года).

## Биография
Родился в селе Клявлино Куйбышевской области. В школе увлекался математикой, ходил в кружки химии и иностранных языков, выучил язык Эсперанто.
Обучался в Бузулукском лесхоз-техникуме на специальность «техник лесного хозяйства». Избирался председателем профбюро группы и был членом профкома. Окончил техникум с отличием в 1977 году.
После окончания техникума попал по распределению в Полевской лесхоз Свердловской области.
По разнарядке был отправлен на обучение в Уральский лесотехнический институт. После окончания института защитил кандидатскую диссертацию под руководством профессора Н.А. Луганского.
В 1997 году Правительством Свердловской области был утверждён на должность ректора Уральского института подготовки и повышения квалификации кадров лесного комплекса.
22 марта 2013 года на конкурсной основе из трёх кандидатов избирается ректором Российского государственного профессионально-педагогического университета.

## Критика
Диссернет выявил нарушение научной этики при научном руководстве и публикациях